# Indijski riječni dupin
Indijski riječni dupin (lat. Platanista gangetica) je vrsta riječnih dupina koja živi u dva odvojena riječna sistema na jugu Azije. Žive u vodnom sustavu rijeka Gangesa i Inda. Ranije se populacija koja živi u Indu smatrala zasebnom vrstom.

## Osobine
Indijski riječni dupini imaju dugu i malo prema gore savijenu njušku. Dugi su između 2 i 3 m, pri čemu su ženke u prosjeku nešto veće od mužjaka. Leđna peraja je malena i neupadljiva. Svim tim obilježjima jako podsjeća na Amazonskog dupina iako između njih postoji samo vrlo daleka srodnost. 
Boja tijela im je tamno siva, s tim da im je donja strana tijela malo svjetlija od gornje. U očima nemaju leću i zakržljale su im. Otuda potiče i naziv koji se za njih ponekad koristi: slijepi riječni dupin. On svojim preostalim vidom još može razlikovati stupnjeve svjetlosti. No, orijentiranje i ulov mu ovise prije svega o osjetilu eholokacije. Prema svemu sudeći, život u blatnjavoj vodi s vrlo slabom vidljivosti u kojoj i najbolji vid nije od velike koristi, doveo je do kržljanja tog osjetila.

## Rasprostranjenost
Dvije podvrste Indijskog riječnog dupina žive u dva odvojena riječna sistema. Jedan, Gangeski dupin, nastanjuje sistem Ganges – Brahmaputra na sjeveroistoku Indije i u Bangladešu. Druga podvrsta, Indski dupin, živi u srednjem dijelu toka rijeke Ind u središnjem dijelu Pakistana. On je vjerojatno ranije imao značajno veće područje na kojem je živio obuhvaćajući brojne pritoke Inda.

## Način života
Ganges dupini u pravilu su samotnjaci. Mladunci dolaze na svijet početkom indijskog sušnog razdoblja. Rađa se samo jedno mlado dugo oko 70 cm i majka ga doji oko godinu dana. Hrane se ribama i beskralješnjacima koje dupini love u muljevitom dnu rijeke. 

## Taksonomija
Dupini iz Gangesa i dupini iz Inda su se prvobitno smatrali jednom vrstom. Tijekom 1970-tih se uvriježilo mišljenje, da su to ipak dvije odvojene vrste. U toj podjeli, dupin iz Inda dobio je naziv Platanista indi. Međutim, 1998. Dale W.Rice objavljuje rad koji je u međuvremenu općeprihvaćen u kojem on dolazi do zaključka da nema dovoljno značajnih morfoloških razlika između tih dupina koje bi opravdavale njihovo razdvajanje. Ponovo ih je ujedinio u jednu vrstu i nazvao dupina iz Inda Platanista gangetica minor, kao podvrstu dupina iz Gangesa nazvanog Platanista gangetica gangetica.
Indijski riječni dupin je samostalna porodica iz reda kitova zubana. S drugim riječnim dupinima povezuje ih jednak životni okoliš kao i morfološke sličnosti do kojih je došlo najvjerojatnije konvergentnom evolucijom. Jer, ne postoje bliske srodnosti između njih i Amazonskog dupina, Kineskog riječnog dupina i Laplatanskog dupina.  

## Vanjske poveznice
|  | Zajednički poslužitelj ima stranicu o temi Indijski riječni dupin |
|  | Wikivrste imaju podatke o taksonu Indijskom riječnom dupinu       |